# 廟
廟（びょう）とは
1. 宗教施設として、
  1. 死者を祀る宗教施設。特に各親族集団において祖先を祀るものをいう（仏壇など）。霊廟。祖廟。この項で記述する。
  2. 1から転じて墳墓のこと。特に建造物が伴う墳墓をいうことがある。
  3. 1から転じて神仏を祀る宗教施設。神殿。寺院。
2. 王宮の前殿で、政治を執り行う所。
3. 政治的な目的として、建国の祖などを祀る施設。レーニン廟など。

## 中国起源の廟

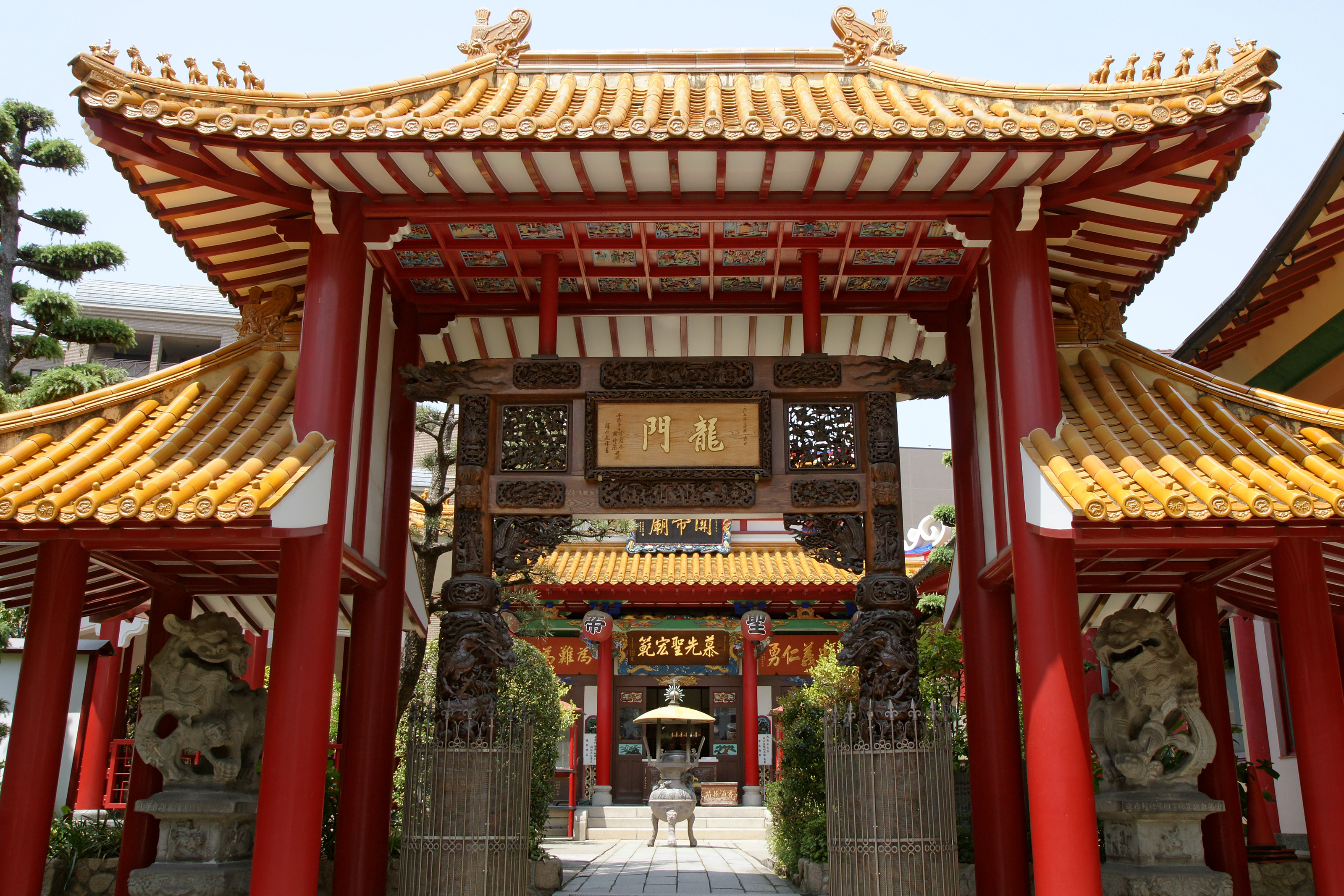
関帝廟 （神戸市）

中国において廟とは祖先の霊を祀る場であるが、墓所は別に存在する。その為、仏教における仏壇のような位置づけであるが、仏壇とは違い母屋の中には無く、霊廟専用の別棟がある。祖先を篤く敬う中国では、古代から家中で最も重要な場所とされていた。また、孔子を祀る廟や関羽を祀る廟が各地に多数存在するように祖先の霊だけではなく民衆が敬愛する英雄や古くから信仰される神祇の廟を建立して祀っている事もある。
三教合流（儒・道・仏の習合）の結果、寺院に神祇や聖賢が祀られていることもあり「寺廟」と総称される。

### 儒教
孔子などを祀る廟が学問所などに存在する。有名なものとしては、世界遺産として知られる孔廟、東京の昌平坂学問所（昌平黌）に付属した湯島聖堂がある。

### 道教
各地に、城隍神を祀る城隍廟や、関羽を祀る関帝廟、岳飛を祭る岳王廟などが存在する。

## 日本における廟

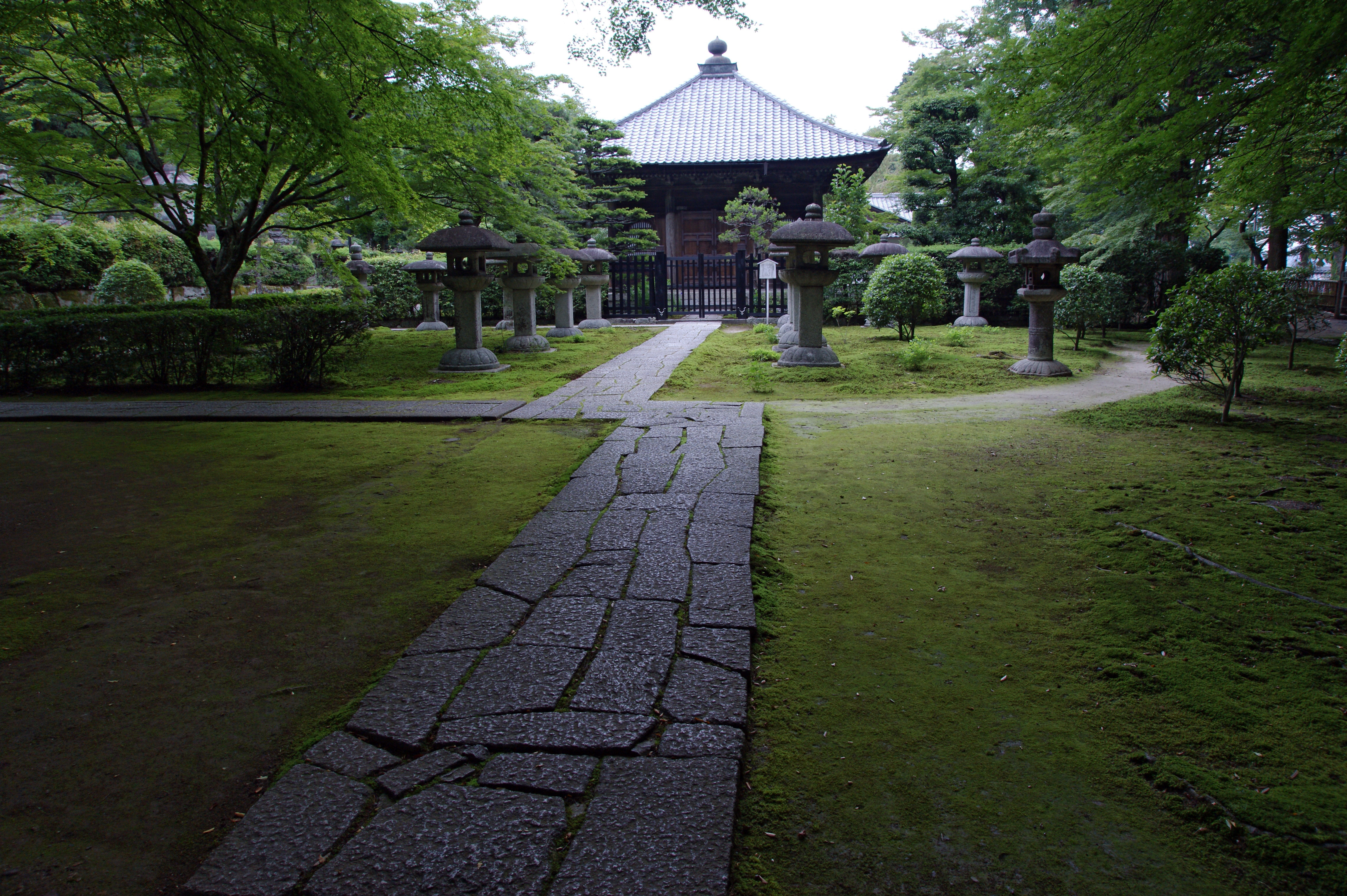
慈眼堂

### 概要
日本では、特定な人物を祀る建物を、霊廟（れいびょう）、廟（びょう）、または霊屋（たまや）、御霊屋（みたまや・おたまや）といい、大きく、神式霊廟、仏式霊廟、儒式霊廟などに分けられている。また、各地の中華街には関帝廟が存在する。

### 神式
主に通常の神社と大差ない方式で祀られている。『延喜式神名帳』に「大帯姫廟神社」（現・宇佐神宮本社の一つ）とあるが、一方では『神名帳』にないが延喜式の式部式の項に「橿日廟」（現・香椎宮）とあり、神社と区別されている例もあったらしい。
有名なものでは豊国神社や日光東照宮がある。江戸時代に創建された各藩の藩祖を祀る神社や明治以降に創建された別格官幣社などがある。また、戦死者などを祀る靖国神社、殉職警察官、消防士などを祀る弥生神社（現・弥生慰霊堂）、航空事故犠牲者を祀る飛行神社など、集合的に慰霊を目的として祀る例も多い。
上記の例を見ても分かるように、政治権力や政策と結びつくことも多い。
天満宮も菅原道真を祀るので廟には違いないが、天神としての神を祀っているという認識の方が一般的である。
霊廟としての神社・祖霊社では、建築様式に権現造が用いられることが多い。

### 仏式
主に宗祖や有力檀家（将軍家・藩主等）などが寺院に付随して祀られていることが多い。有名なものでは伊達政宗を祀る瑞鳳殿、天海を祀る慈眼堂などがある。
また浄土真宗本願寺派本山西本願寺と真宗大谷派本山東本願寺は、元々は宗祖親鸞の遺骨と御影を安置する「大谷廟堂」がルーツである。